# Pharmakophor

Beispiel eines Pharmakophormodells.

Ein Pharmakophor ist derjenige Teil (bzw. besteht aus denjenigen Eigenschaften) eines Moleküls, die für dessen pharmakologische Wirkung verantwortlich sind. Dabei werden alle sterischen und elektronischen Eigenschaften, die notwendig sind, um Wechselwirkungen mit einer bestimmten biologischen Zielstruktur (Target) zu ermöglichen und eine biologische Antwort auszulösen oder zu blockieren, berücksichtigt.
In der modernen Computerchemie spielen Pharmakophore eine wichtige Rolle. Mit der Hilfe Quantitativer Struktur-Wirkungs-Beziehungen ist es möglich, aus der Struktur von Arzneistoffen und ihren pharmakologischen Eigenschaften Pharmakophore abzuleiten. Andererseits können anhand bekannter Pharmakophore Datenbanken auf potenziell wirksame Arzneistoffe durchsucht werden. 

## Geschichte
Der Begriff Pharmakophor wird historisch oft Paul Ehrlich zugeschrieben, ohne dass er ihn je nachweislich verwendete.
In seinem 1909 erschienenen Beitrag „Über den jetzigen Stand der Chemotherapie“ beschrieb er, wie bereits einige Jahre zuvor John Newport Langley, einige vage Merkmale eines Pharmakophors, die für eine Ligand-Rezeptor-Wechselwirkung verantwortlich sind.
Das eigentliche Konzept des Pharmakophors wurde erstmals 1967 von Lemont B. Kier formuliert
und 1971 das erste Mal als Begriff verwendet.